# Mohamadou Sylla
Mohamadou Sylla – gwinejski piłkarz grający na pozycji obrońcy.

## Kariera klubowa
W swojej karierze piłkarskiej Sylla grał w belgijskim klubie KFC Avenir Lembeek.

## Kariera reprezentacyjna
W 1994 roku Sylla został powołany do kadry na Puchar Narodów Afryki 1994. Nie rozegrał w nim żadnego spotkania.